# Tauhoa (fleuve)
Le fleuve Tauhoa  (en anglais : Tauhoa River) est un des bras constituant l’estuaire de Kaipara Harbour (en) dans la région d’ Auckland dans l’Île du Nord de la  Nouvelle-Zélande. 

## Géographie
Comme partie du mouillage constituant un aber (système de  vallées noyées), il  est formé d’étroits canaux s’écoulant vers le sud à travers un réseau en expansion d’une vasière à la recherche de l’eau libre au niveau du chenal principal du mouillage de Kaipara dont l’entrée est situé à l’est ; le chenal « Tauhoa Channel » relie l’entrée avec l’embouchure de la rivière.